# Añora
Añora ist eine Gemeinde in der Provinz Córdoba in Andalusien (Spanien) und gehört zu der Comarca Valle de los Pedroches. Sie liegt auf 624 m über dem Meer, nördlich von Córdoba, ca. 90 km entfernt von der Provinzhauptstadt. Im Jahr 2024 hatte sie 1.503 Einwohner.

## Geschichte
Añora wurde im 14. Jahrhundert als abhängiges Dorf von Torremilano aus gegründet. Es erhielt die Unabhängigkeit 1553 und gehört seither zu den „Sieben Dörfern des Valle de los Pedroches“, zusammen mit Pedroche, Torremilano, Torrecampo, Pozoblanco, Alcaracejos und Villanueva de Córdoba. Von 1660 bis 1747 waren diese sieben Dörfer die Marquesado del Carpio.
In Añora wurde auch Marcos Rodríguez Pantoja geboren, der junge, der allein in der Sierra Morena lebte, im Parque Natural de la Sierra de Cardeña y Montoro. Auf seinen Erfahrungen beruht der Film „Entre lobos“ (Unter Wölfen) von Gerardo Olivares.
Am 16. Februar 1936 wurde Antonio Muñoz Moreno für die Izquierda Republicana zum Bürgermeister gewählt, ein Amt, das er zunächst annahm, jedoch Anfang 1939 wieder aufgab um der Republikanischen Armee beizutreten. Nach dem Ende des Bürgerkriegs stellte er sich freiwillig den Behörden, wurde verurteilt und am 9. November 1939 in Parrorroya-Pueblonuevo del Terrible erschossen.

## Geographie

### Lage
Añora liegt im Herzen von Los Pedroches, fünf km von Pozoblanco und drei von Dos Torres entfernt. Der Arroyo Batanero entspringt östlich der Stadt und fließt nach Norden, wo er kurz vor dem Industriegebiet „San Roque“ von Dos Torres in den Arroyo Milano mündet. Die Straßen CO 6409 und A3177 sind die Hauptverkehrsadern des Dorfes.

## Bevölkerung
Die Gemeinde, die ein Gemeindegebiet von 112,57 km² umfasst, zählte im Jahr 2022 1509 Einwohner und hat damit eine Einwohnerdichte von 13,4 E/km².

## Sehenswürdigkeiten

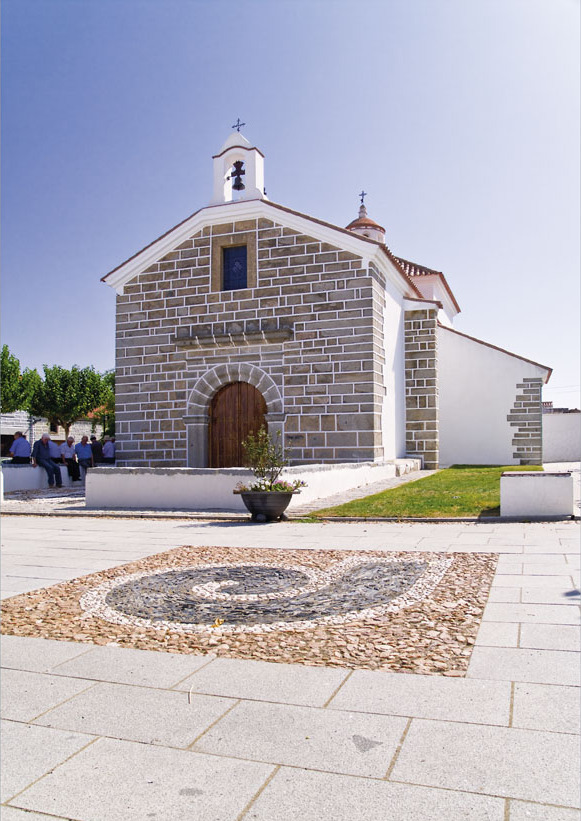
Ermita Virgen de la Peña

Sehenswürdigkeiten sind die Pfarrkirche San Sebastián und das Kloster San Pedro y Virgen de la Peña. größere bürgerliche Gebäude sind das Rathaus und das Haus der Kultur (Casa de la Cultura). Charakteristisch sind die „fachadas de tiras“ (gestreiften Fassaden), die durch den Wechsel zwischen Granitquadern mit gekalkten, weißen Fugen entstehen.

## Feste
- Día de los Hornazos (Tag der Eierschnecken): Am Ostermontag wird im Viertel „Paraje de San Martín“, in Los Jarales, eine Festessen veranstaltet.
- Fiesta de la Cruz: Am ersten Mai-Wochenende wird das Fest des Kreuzes gefeiert.
- Feria de Agosto: 23.–27. August
- San Martín / Día de San Martín: der Stadtpatron wird am 11. November gefeiert.
- Los Candelorios (Leuchterfest): wird an verschiedenen Terminen gefeiert, der wichtigste davon ist der 2. Februar.